# Hypenagonia diana
Hypenagonia diana är en fjärilsart som beskrevs av Robinson 1975. Hypenagonia diana ingår i släktet Hypenagonia och familjen nattflyn. Inga underarter finns listade i Catalogue of Life.